# Recording Industry of South Africa
La Recording Industry of South Africa (RISA) est une organisation professionnelle représentant les intérêts des grandes maisons de disques et des labels indépendants d'Afrique du Sud. Située à Randburg, la RISA est responsable de l'organisation des South African Music Awards (SAMAs) annuels et de la certification des enregistrements musicaux en Afrique du Sud. Elle gère également les The Official South African Charts (en) (TOSAC).

## Anti-piratage
La RISA est l'organisme qui représente les musiciens et les éditeurs en matière de droits d'auteur. La loi sud-africaine sur le droit d'auteur de 1978, stipule : « Vous ne pouvez pas faire une copie d'un enregistrement sonore sans l'autorisation de l'auteur ». Cela a été interprété comme signifiant qu'il est illégal de convertir un CD en MP3 en Afrique du Sud.

## Certifications RiSA
Comme la niveaux dans la plupart des pays, les niveaux de certification RiSA ont été ajustés au fil des ans pour s'adapter à l'évolution du marché de la musique. Jusqu'en août 2006, les albums devaient se vendre à 25 000 unités pour obtenir un certificat d'or et à 50 000 unités pour obtenir un certificat de platine,. Pour les albums sortis depuis août 2006, les niveaux ont été abaissés à 20 000 exemplaires pour l'or et 40 000 pour le platine. Ces exigences ont encore été ajustées pour les albums sortis à partir du 1er décembre 2015, exigeant 15 000 pour l'or et 30 000 pour le platine. Les ventes numériques sont également acceptées depuis août 2006, 30 téléchargements de tonalité maître ou tonalité d'appel ou 10 téléchargements de titres complets équivalant à un album. Les niveaux ont été ajustés en août 2018 à 220 tonalités maîtresses ou sonneries de rappel équivalant à un album. Les flux ont été introduits en décembre 2018, 1200 flux correspondant à un album.
Les niveaux pour les singles étaient plutôt stables, 10 000 pour l'or et 25 000 pour le platine, et est resté le même au moins jusqu'en juin 2013, date du dernier rapport sur les niveaux des prix de certification internationaux de la IFPI. Avec l'introduction d'un nouveau site web RiSA en août 2016, le niveau pour le platine était de 20 000. Les ventes numériques de singles sont apparues en août 2018, 22 tonalités maîtresses ou sonneries d'appel équivalant à la vente d'un single. Les streams ont été ajoutés en décembre 2018 avec 120 streams également un single.
Les autres certifications comprennent les ensembles audio multi-boîtes (3 unités ou plus par boîte) qui sont certifiés à 12 500 pour l'or et 25 000 pour le platine, les vidéos musicales à 5 000/10 000 et les DVD à 10 000/20 000.

## Classement des albums
Un classement hebdomadaire des 20 meilleurs albums est diffusé chaque samedi par Radio Sonder Grense, sur la base des chiffres de vente de CD compilés par RiSA.

## Classement du streaming
Le 2 septembre 2021, la RISA a annoncé le lancement de The Official South African Charts (TOSAC), qui comprend un classement des 100 meilleurs streaming pour les titres d'artistes sud-africains ou sur lesquels figure au moins un artiste sud-africain, ainsi qu'un classement combiné des 100 meilleurs titres en streaming qui comprend toutes les chansons internationales et locales. Les données de streaming sont collectées auprès de Spotify, Apple Music et Deezer.